# عبور دوطرفه
در زیرساخت‌های حمل و نقل، سامانه عبور دوطرفه یا ترافیک دوطرفه  به گونه ای است که خودروها، عابران، وسایل نقلیه زمینی، هواپیماها، قایق‌ها و سایر وسایل و مسافران در دو جهت مخالف هم حرکت می‌کنند.
در بسیاری از امور حمل و نقل و سیستم‌های کاربردی نرم‌افزاری مربوط به آن، عبور دو طرفه در نظر گرفته می‌شود. اما دامنه معنایی عبور دوطرفه فراتر از حمل و نقل است و شامل حوزه‌های مختلف می‌شود. از جمله اینها می‌توان به سیستم‌های کنترل ترافیک، آیرودینامیک، معماری، اتوماتای سلولی، داده پردازی، زیست‌شناسی مولکولی، پرنده‌شناسی و مکانیک اشاره کرد.  

## آیرودینامیک
در طراحی و ساخت تونلها، ترافیک دوطرفه می‌تواند به‌طور قابل توجهی تحت تأثیر تهویه قرار گیرد.

## مدل سازی
مدل میکروسکوپی جریان ترافیک برای عبور و مرور دو طرفه خودرو با عابر پیاده و ترافیک راه آهن ارائه شده‌است.

## حشره شناسی
بررسی حرکت دو طرفه  مورچه ها نمونه ای از مطالعات حرکت دوطرفه در حشره‌شناسی است.  از نوع حرکت مورچه‌ها الگوهایی برای کنترل ترافیک برداشت شده‌است. 

## حمل و نقل انسانی

### خطوط هوایی
در هوانوردی معمولاً از تکنیک Aviation is normally separated اختلاف سطح پروازی برای تفکیک حرکت هواپیماها استفاده می‌شود به گونه ای که باندهای پرواز شرقی در ارتفاعی با عدد زوج و باندهای پرواز غربی در ارتفاع فرد صورت می‌گیرند.  ورود به فرودگاه و خروج از آن همواره در مسیر یکطرفه انجام می‌گیرد.  

### خطوط ریلی

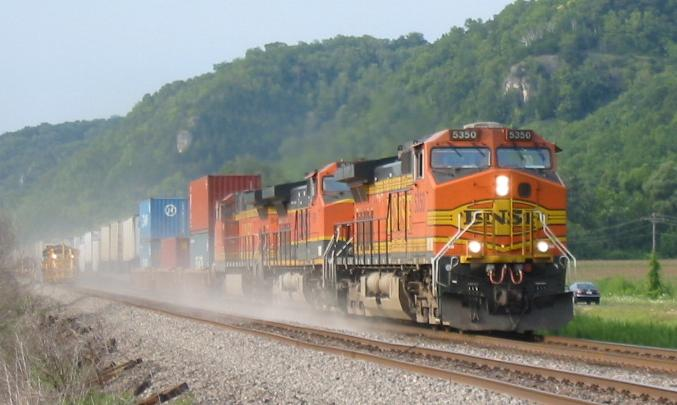
خط آهن دوتایی در ویسکانسین.

در گذشته ساخت راه آهن دوخطه رواج داشت. این مسئله به دلیل سختی کنترل ترافیک قطارها صورت می گرفت.

### Roads

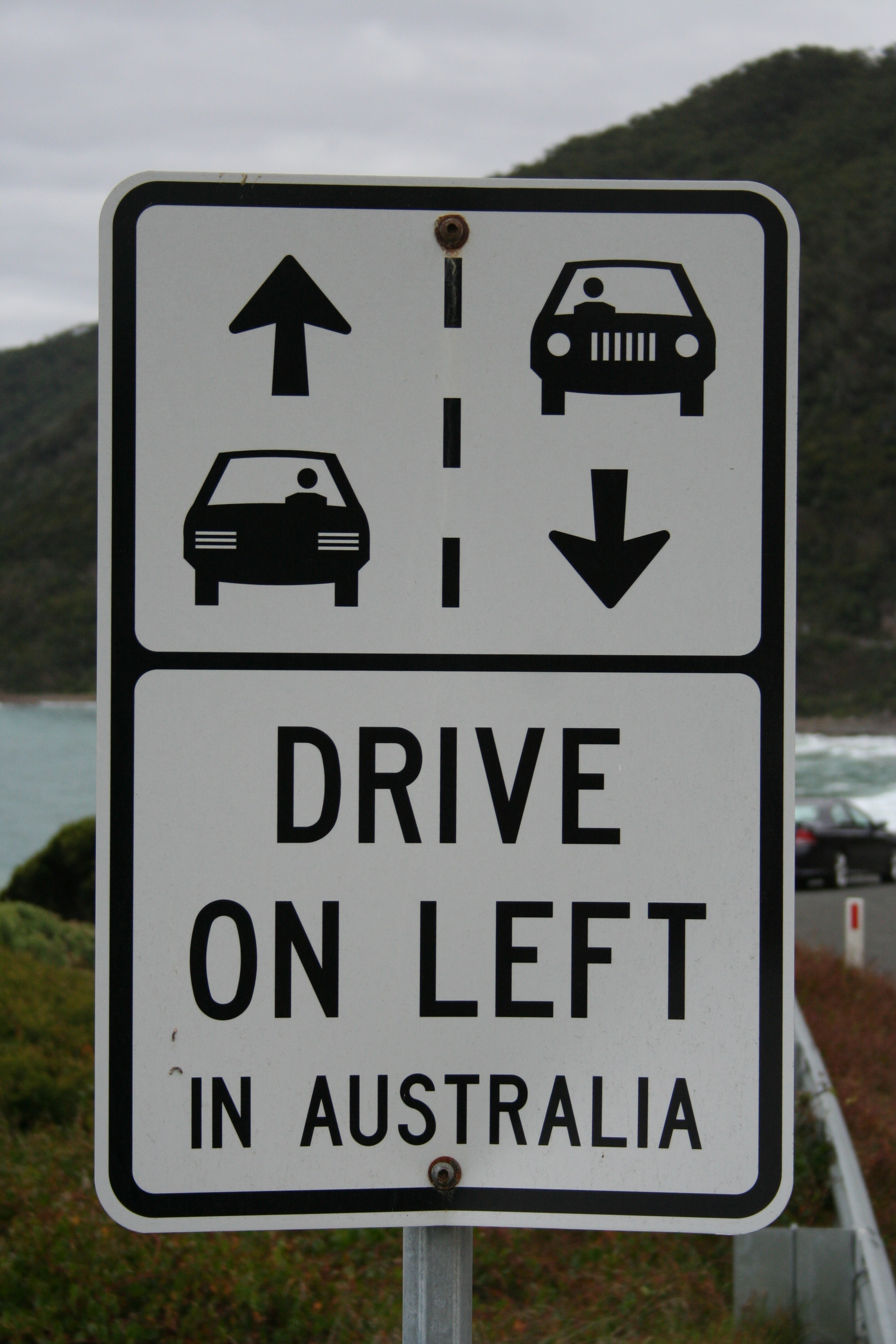
A traffic sigتابلوی راهنمایی و رانندگی در استرالیا که نشان دهنده حرکت دوطرفه است.

بیشتر  راهها امروزه ترافیک دوطرفه دارند. در مقابل، بخشی از خیابانها و جاده‌های یک منطقه ممکن است ترافیک یک طرفه داشته باشند.
اعتقاد بر این است که ترافیک دوطرفه تصادفات رانندگی را افزایش می‌دهد. 

### تریل
در مسیرهای عبور خاص که به تریل شهرت دارند اغلب ترافیک افراد، دوچرخه‌ها و سایر وسایل به صورت دوطرفه است. گاه در مسیرهای بزرگتر برای پیاده روی، عبور از همه جهت آزاد است.

## See also
- تبادل متقابل
- عبور یکطرفه